# Robert Hochman
Robert Hochman (* 29. října 1935) je bývalý český fotbalista, útočník.

## Fotbalová kariéra
V československé lize hrál za Dynamo Praha. Nastoupil v 74 ligových utkáních a dal 18 ligových gólů.

## Ligová bilance
| Ročník                                   | Zápasy | Góly | Klub         |
| ---------------------------------------- | ------ | ---- | ------------ |
| 1. československá fotbalová liga 1958/59 | 11     | 3    | Dynamo Praha |
| 1. československá fotbalová liga 1959/60 | 23     | 7    | Dynamo Praha |
| 1. československá fotbalová liga 1960/61 | 21     | 5    | Dynamo Praha |
| 1. československá fotbalová liga 1962/63 | 19     | 3    | Dynamo Praha |
| CELKEM 1. liga                           | 74     | 18   |              |